# Big Mac index
Big Mac indexet er et redskab til sammenligning af leveomkostninger lande imellem og er oprindeligt opfundet som en morsomhed fra det engelske magasin The Economist i 1986. Indekset opgør, hvad det med de gældende valutakurser koster at købe en Big Mac på en McDonald's-restaurant verden over, omregnet til amerikanske dollar. Dermed er det et mål for købekraften i praksis.
Da en Big Mac har stort set samme bestanddele over hele verden, brugte The Economist prisen på denne burger som udgangspunkt for at sammenligne forskellige landes valutaer ud fra en forestilling om, at en amerikansk dollar skulle kunne købe den samme mængde varer i alle lande.
På trods af den oprindelige spøg er indekset nu så populært, at det opdateres hvert år i april måned. Populariteten skyldes, at det giver et uformelt og letforståeligt billede af købekraftsforskelle. Indekset illustrerer, at købekraftsparitet ikke holder i praksis.

## Eksempler
Eksempelvis kan indekset anvendes ved spørgsmålet, "hvor mange timer skal en lokal person arbejde for at få råd til en Big Mac?" Da burgeren mere eller mindre er identisk i alle lande, er svaret umiddelbart sammenligneligt verden over.
Den mere avancerede beregning er den relative pris for en Big Mac i det pågældende land sammenlignet med prisen, hvis blot den aktuelle valutakurs anvendes. Dette kan give et billede af prisniveauet i forhold til USA.
| - 1. Schweiz – 7,54 USD - 2. Norge – 6,30 USD - 3. Danmark – 5,38 USD - 4. Brasilien – 5,21 USD - 5. Sverige – 4,97 USD | - 1. Ukraine – 1,20 USD - 2. Rusland – 1,36 USD - 3. Indien – 1,89 USD - 4. Malaysia – 2,11 USD - 5. Sydafrika – 2,22 USD | - 1. Japan Tokyo – 10 minutter - 2. USA Los Angeles, Californien – 11 minutter - 3. USA Chicago, Illinois – 12 minutter - 4. USA Miami, Florida – 12 minutter - 5. USA New York City, New York – 13 minutter |